# Tlhareseleele
Tlhareseleele est une ville du Botswana.